# Furius Dionysius Filocalus
Furius Dionysius Filocalus (ook: Philocalus) was een Romeinse kalligraaf uit de vierde eeuw. Hij werd bekend voor zijn Chronograaf van 354 die hij maakte in opdracht van een Romeins senator Valentinus en voor de grafschriften voor pausen en martelaren die hij in opdracht van paus Damasus I aanbracht op de graven in de catacomben en op monumenten in de stad. Sommigen denken dat hij behoorde tot de christelijke aristocratie van de heilige stad.
Filocalus zou voor deze in marmer gebeitelde epigrammen gedicht door Damasus, een nieuw schrift hebben ontwikkeld. Om het corpus van de epigrammen van Damasus te definiëren baseert men zich op dit Filocalisch schrift. Er zouden tussen de zestig en tachtig epitafen kunnen toegeschreven worden aan Damasus en Filocalus, maar ze zijn slechts fragmentarisch bewaard gebleven.